# Deshojando margaritas
Deshojando margaritas es una película de Argentina en blanco y negro dirigida por Francisco Mugica según el guion de Sixto Pondal Ríos y Carlos Olivari que se estrenó el 19 de junio de 1946 y que tuvo como protagonistas a Enrique Serrano e Irma Córdoba.

## Sinopsis
Cuando es secuestrado y llevado al Delta del Paraná, un millonario descubre los placeres de la vida al aire libre.

## Reparto
- Enrique Serrano ... Federico Lozada
- Irma Córdoba ... Leticia
- Zita Rosas ... Nélida
- José Ruzzo
- Julio Renato
- Ángel Walk
- Cirilo Etulain
- Tito Grassi
- Juan José Porta ...Integrante del directorio
- Eduardo Primo
- Adolfo de Almeida
- Américo Acosta Machado
- José Forte
- Salvador Sinaí
- Julián Bourges ... Integrante del directorio

## Comentarios
Según la crítica de La Razón la película posee una estructura simple, de originalidad relativa que no alcanza el interés de otros filmes de la productora. 